# Maria-Pia Kothbauer
Maria-Pia Ludovika Ulrika Elisabeth Paschaline Katharina Ignazia Lucia Johanna Josefa Kothbauer, Princesa de Liechtenstein (6 de agosto de 1960) é uma política e membro da Casa de Liechtenstein.

## Vida pessoal
Maria-Pia nasceu em Viena é a quinta criança e segunda filha do príncipe Carlos Alfredo e sua esposa, a arquiduquesa Agnes Cristina da Áustria. Ela é um membro da Casa de Liechtenstein, e prima do príncipe João Adão II de Liechtenstein. Em 4 de agosto de 1995, ela se casou com Max Kothbauer, mais tarde o vice-presidente do Banco Nacional da Áustria. Ela e Max tiveram um filho chamado Hieronymus, nascido em 26 de Janeiro de 1997.   Desde seu casamento, ela foi denominada oficialmente como "Sua Alteza Sereníssima Maria-Pia Kothbauer, Princesa de Liechtenstein".  